# DN14-es főút (Románia)
A DN14-es főút (románul drumul național 14) 90 km hosszú, Románia középső, az Erdélyi-medence déli részén halad át, érinti Szeben és Maros megyét.

## Érintett települések
| Település     | km |
| Nagyszeben    | 0  |
| Nagycsűr      | 8  |
| Szelindek     | 16 |
| Rüsz          | 23 |
| Nagyselyk     | 31 |
| Szászegerbegy | 37 |
| Asszonyfalva  | 40 |
| Kiskapus      | 43 |
| Kisekemező    | 49 |
| Medgyes       | 55 |
| Baráthely     | 61 |
| Szászsáros    | 72 |
| Dános         | 85 |
| Segesvár      | 90 |